# Pipelining HTTP
Pipelining – cecha komunikacji z użyciem protokołów, polegająca na wysyłaniu jednocześnie kilku żądań, bez czekania na odpowiedź przed wysłaniem następnego zlecenia. Zwiększona jest dzięki temu wydajność w środowiskach z połączeniami o dużych opóźnieniach. Pipelining wykorzystują (opcjonalnie) m.in. HTTP, POP3 i SMTP.
Pipelining HTTP został dość wcześnie zastosowany w przeglądarce Opera. W 2005 roku popularne stało się „przyspieszanie” przeglądarek internetowych Mozilla oraz Mozilla Firefox poprzez włączenie w nich obsługi pipeliningu, co jednak mogło spowodować błędy w wyświetlaniu niektórych stron.